# رامسس‌نخت
| ra · Z1 | ms · s · z | n · xt · x · t | D40 · t · Z7 |

| ra · Z1 | ms · s · z | n · xt · x · t | D40 · t · Z7 |

رامسس‌نخت (انگلیسی: Ramessesnakht) کاهن اعظمِ آمون اهل مصر باستان در دوران حکمرانی دودمان بیستم مصر بود.
او نخستین بار در شهر تبای (تِبس) در دوران سلطنت رامسس چهارم به‌عنوانِ کاهن اعظم منصوب شد و از زمان تصدی او به چنین مقامی، نفوذ کاهنان و رهبران مذهبی در مصر افزایش یافت و قدرت فراعین مصر رو به کاهش گذاشت.